# テイアー
テイアー（古希: Θεία、古代ギリシア語ラテン翻字: Theiā）は、ギリシア神話に登場する女神である。ティーターンの一族に属する。長母音を省略してテイアとも表記される。

## 概説
ウーラノスとガイアの娘で、オーケアノス、コイオス、クレイオス、ヒュペリーオーン、イーアペトス、クロノス、レアー、テミス、ムネーモシュネー、ポイベー、テーテュースと兄弟。またヒュペリーオーンの妻で、ヘーリオス（太陽）、セレーネー（月）、エーオース（暁）たち兄弟姉妹の母である。
神話によれば、テイアーは視力と輝きの女神とみなされている。
しかしシケリアのディオドーロスではテイアーはティーターンに加えられていない。